# Monture Canon EF-S

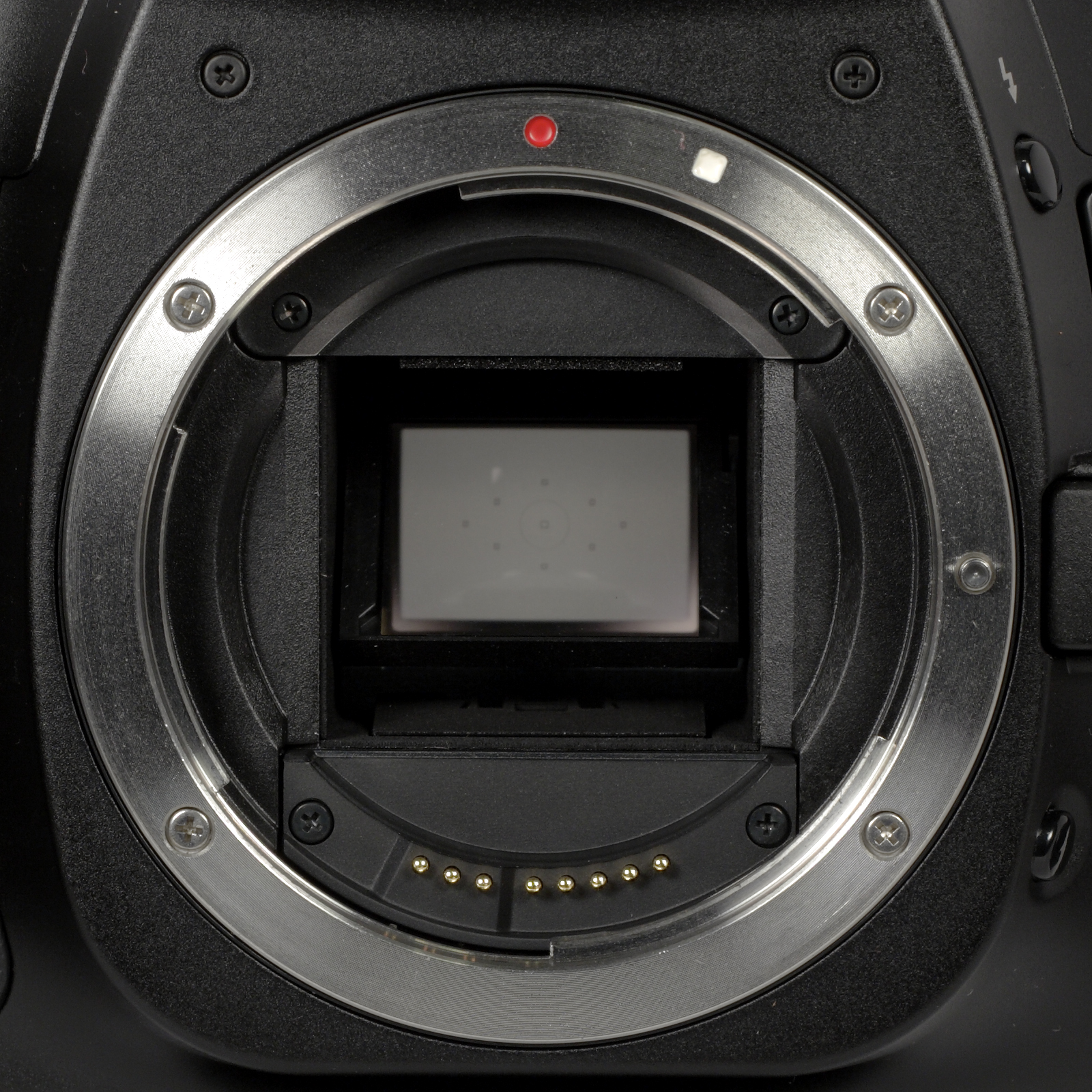
Cage reflex d'un boîtier à monture EF-S.

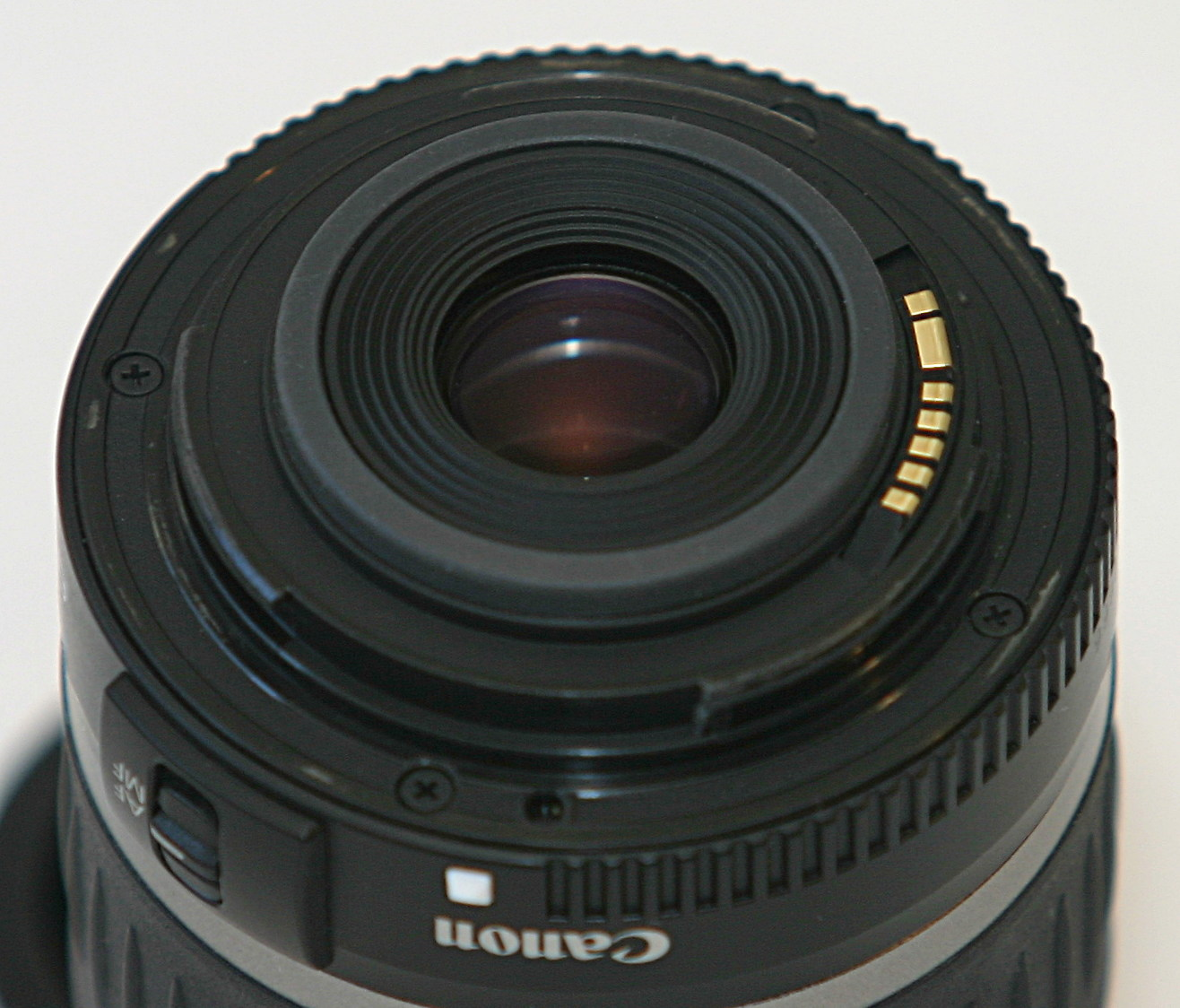
Baïonnette arrière d'un objectif EF-S.

La monture Canon EF-S est une monture d'objectif développée par Canon depuis 2003 pour sa gamme d'appareils photographiques reflex numériques EOS équipés d'un capteur au format APS-C. Le système, dérivé de la monture Canon EF, fait son apparition avec le Canon EOS 300D qui n'est cependant pas le premier reflex numérique APS-C de la marque.
Les objectifs EF-S étant optimisés pour le capteur APS-C, ils sont plus petits, plus légers, et finalement moins chers que les objectifs EF couvrant un capteur plein format. La monture EF-S peut recevoir directement les objectifs EF mais l'inverse n'est pas possible. Les objectifs EF-S peuvent être montés grâce à des bagues d'adaptation sur les montures EF-M et RF utilisées pour les appareils photo hybrides EOS M et EOS R.

## Historique
En mars 1987, Canon lance l'EOS 650 qui inaugure sa nouvelle gamme Canon EOS  (Electro-Optical System) et sa nouvelle monture EF (Electro-Focus). Le constructeur japonais a abandonné sa monture datant de 1971, la FD, pour pouvoir créer un meilleur système d'autofocus désormais entraîné par un moteur électrique. La monture est dédiée au plein format (24 × 36 mm), représenté d'abord par les pellicules argentiques puis par les capteurs numériques.
En 1998, Canon et Kodak sortent le Canon EOS D2000/Kodak DCS 520, le premier reflex numérique à être équipé d'un capteur au format APS-C (22,3 × 14,9 mm). Plusieurs modèles APS-C suivent — D6000, D30, D60 et 10D — avec pour autre point commun le fait qu'ils utilisent tous la monture EF.
En août 2003, Canon sort l'EOS 300D qui inaugure sa nouvelle monture EF-S dédiée aux boîtiers dotés d'un capteur de format APS-C. Le S dans EF-S signifierait soit Short back focus (« Courte focale arrière »), indiquant que l'arrière de l'optique est plus proche du capteur que les objectifs EF ne le sont des capteurs plein format, soit Small image circle (« Petit cercle d'image »), indiquant le plus petit diamètre des optiques.

## Caractéristiques
La monture EF-S reprend les caractéristiques de la monture EF. Elle est à fixation par baïonnette. Son tirage mécanique, c'est-à-dire la distance entre la bague de monture de l'objectif et le capteur de l'appareil, est de 44 mm. Son diamètre interne est de 54 mm. La connexion entre l'objectif et le boîtier se fait à l'aide de huit contacteurs électriques. Cette similarité entre les montures EF et EF-S permet de monter directement des objectifs EF sur les boîtiers EF-S.
La monture EF-S est utilisée pour les appareils Canon EOS équipés d'un capteur de format APS-C (22,3 × 14,9 mm), tandis que la monture EF est utilisée pour ceux dotés d'un capteur plein format (24 × 36 mm). Les objectifs EF-S projettent un cercle d'image plus petit correspondant à la taille du capteur APS-C, ce qui permet de créer des objectifs plus petits, plus légers et finalement moins chers. Les boîtiers EF-S sont équipés d'un plus petit miroir, ce qui permet aux objectifs EF-S d'avoir des éléments optiques qui entrent un peu plus à l'intérieur du boîtier. Mais cela a pour conséquence de ne pas pouvoir monter des objectifs EF-S sur un boîtier EF au risque que, outre un vignettage important, la lentille arrière de l'objectif entre en collision avec le miroir, entraînant des dommages irréversibles. Un anneau en caoutchouc empêche de monter par inadvertance les objectifs EF-S sur les boîtiers EF.

## Boîtiers à monture EF-S

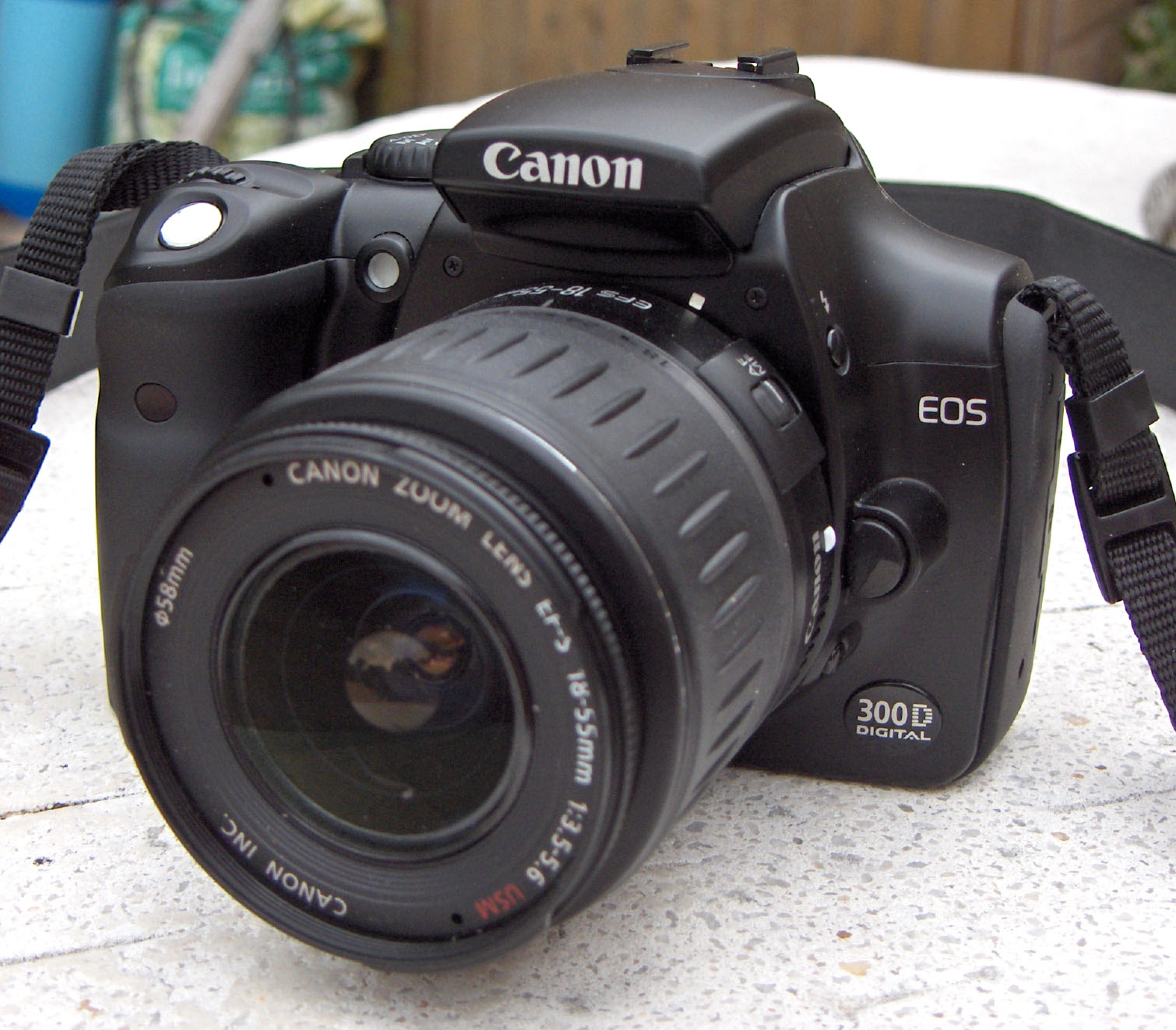
Canon EOS 300D, premier reflex numérique à monture EF-S sorti en 2003.

Canon a sorti trente-deux appareils photographiques reflex numériques EOS à monture EF-S destinés principalement aux débutants, aux amateurs et aux experts. Tous les appareils sont équipés d'un capteur au format APS-C (22,3 × 14,9 mm) ce qui induit un facteur de conversion de 1,6 pour toutes les focales des objectifs.
- Gamme Débutant : 1000D (2008), 1100D (2011), 1200D (2014), 1300D (2016), 2000D (2018), 4000D (2018)
- Gamme Compact : 100D (2013), 200D (2017), 250D (2019)
- Gamme Amateur : 300D (2003), 350D (2005), 400D (2006), 450D (2008), 500D (2009), 550D (2010), 600D (2011), 650D (2012), 700D (2013), 750D(2015), 800D (2017), 850D (2020)
- Gamme Amateur avancé : 760D (2015), 77D (2017)
- Gamme Expert : 20D (2004), 20Da (2005), 30D (2006), 40D (2007), 50D (2008), 60D (2010), 60Da (2012), 70D (2013), 80D (2016), 90D (2019)
- Gamme Semi-professionnel : 7D (2009), 7D Mark II (2014)

Note : Les appareils en cours de commercialisation sont écrits en gras.

## Objectifs à monture EF-S

### Objectifs de Canon
La gamme d'objectifs EF-S de Canon est relativement réduite avec vingt-quatre références sorties en quinze ans d'existence. Quinze optiques sont toujours en cours de commercialisation. Il est également possible d'utiliser directement les nombreux objectifs EF, sans bague d'adaptation.
Toutes les optiques EF-S sont équipées de la mise au point automatique (autofocus) entraînée pour la plupart soit par le moteur ultrasonique USM (UltraSonic Motor) à l'autofocus plus rapide et précis, soit par le moteur pas à pas STM (STepping Motor) à l'autofocus plus fluide et silencieux, particulièrement adapté pour la vidéo. Certains objectifs sont équipés du stabilisateur optique IS (Image Stabilizer). Par contre, il n'existe aucun objectif EF-S dans la série L (pour Luxe) qui rassemble les optiques haut de gamme à destination des professionnels. De même, aucun objectif EF-S est doté d'optiques diffringentes DO (Diffractive Optics).

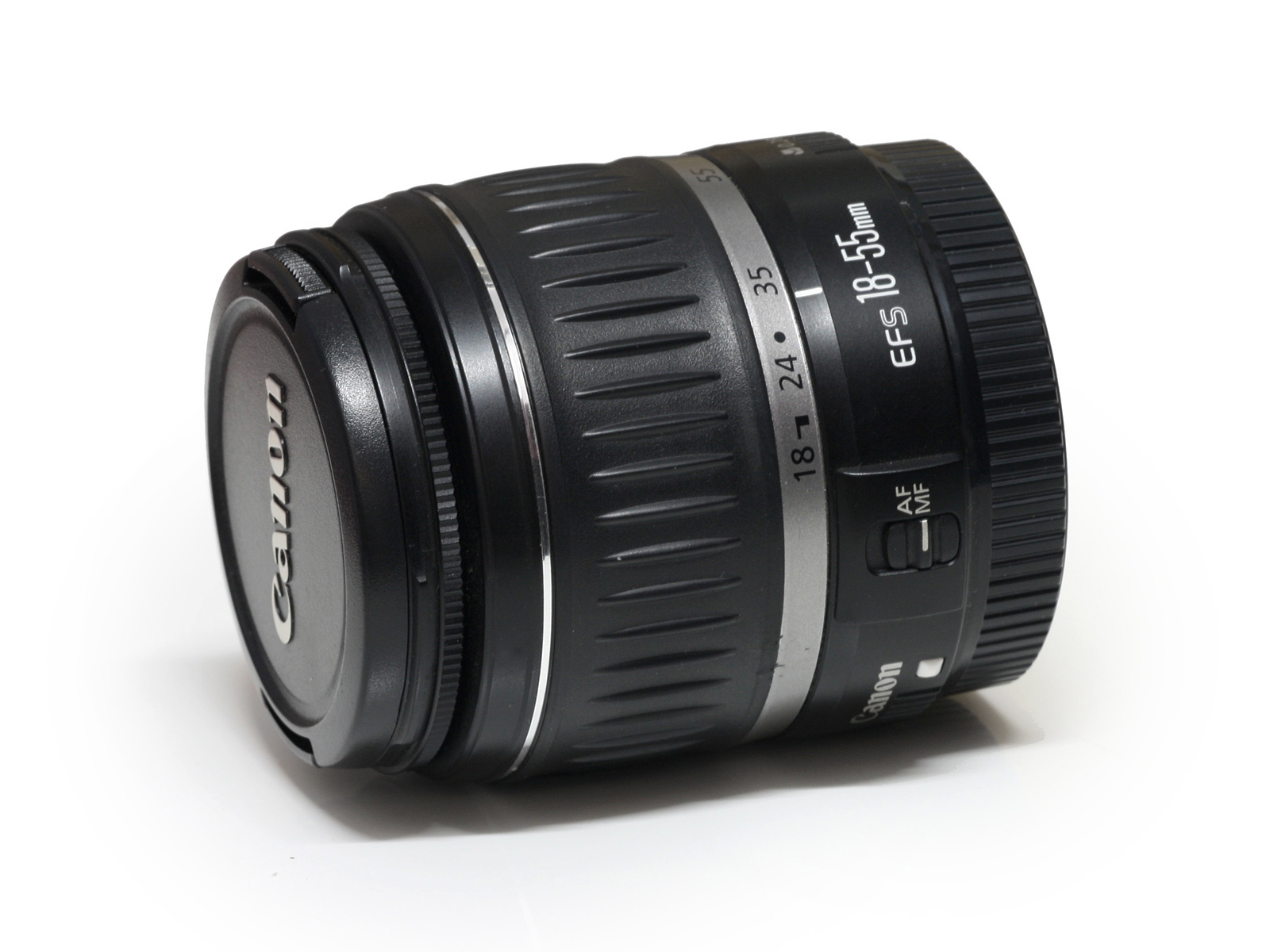
Canon EF-S 18–55 mm f/3,5–5,6.

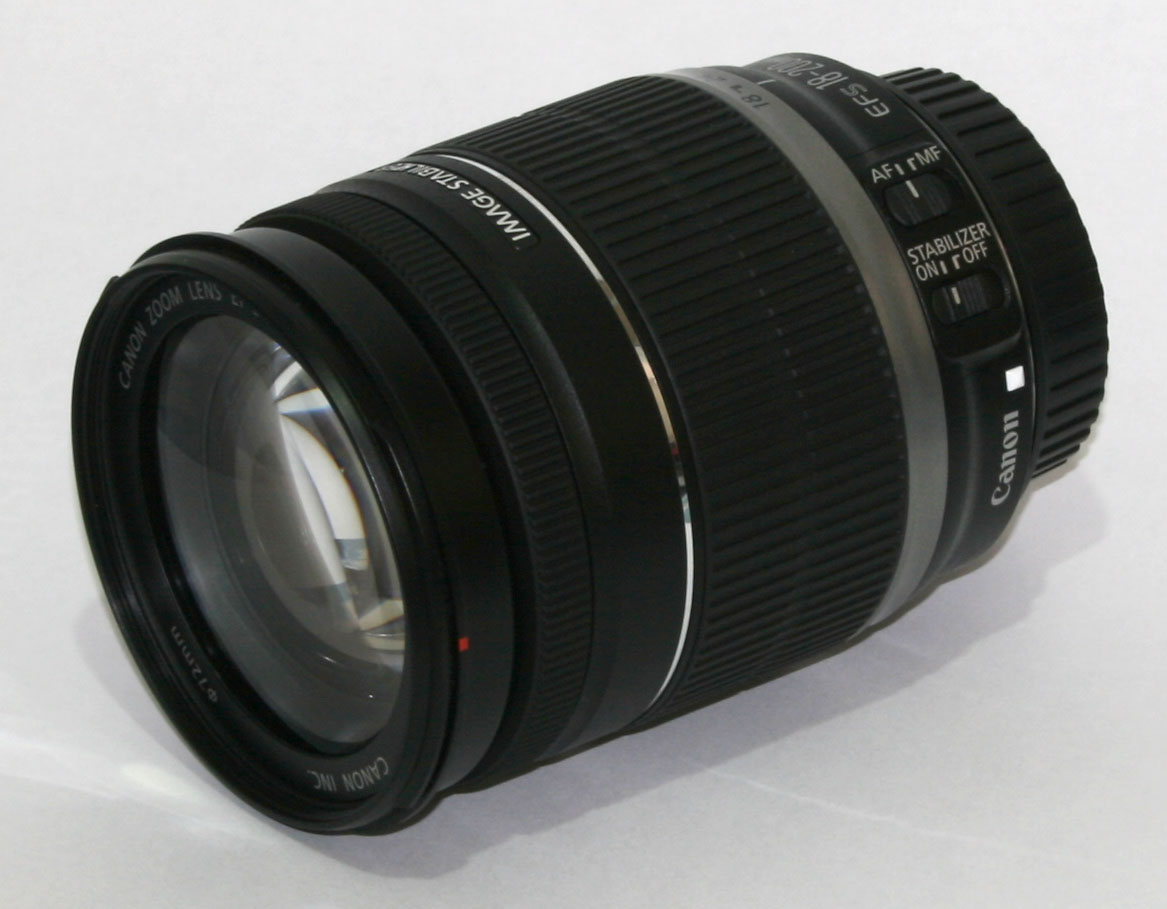
Canon EF-S 18–200 mm f/3,5–5,6.

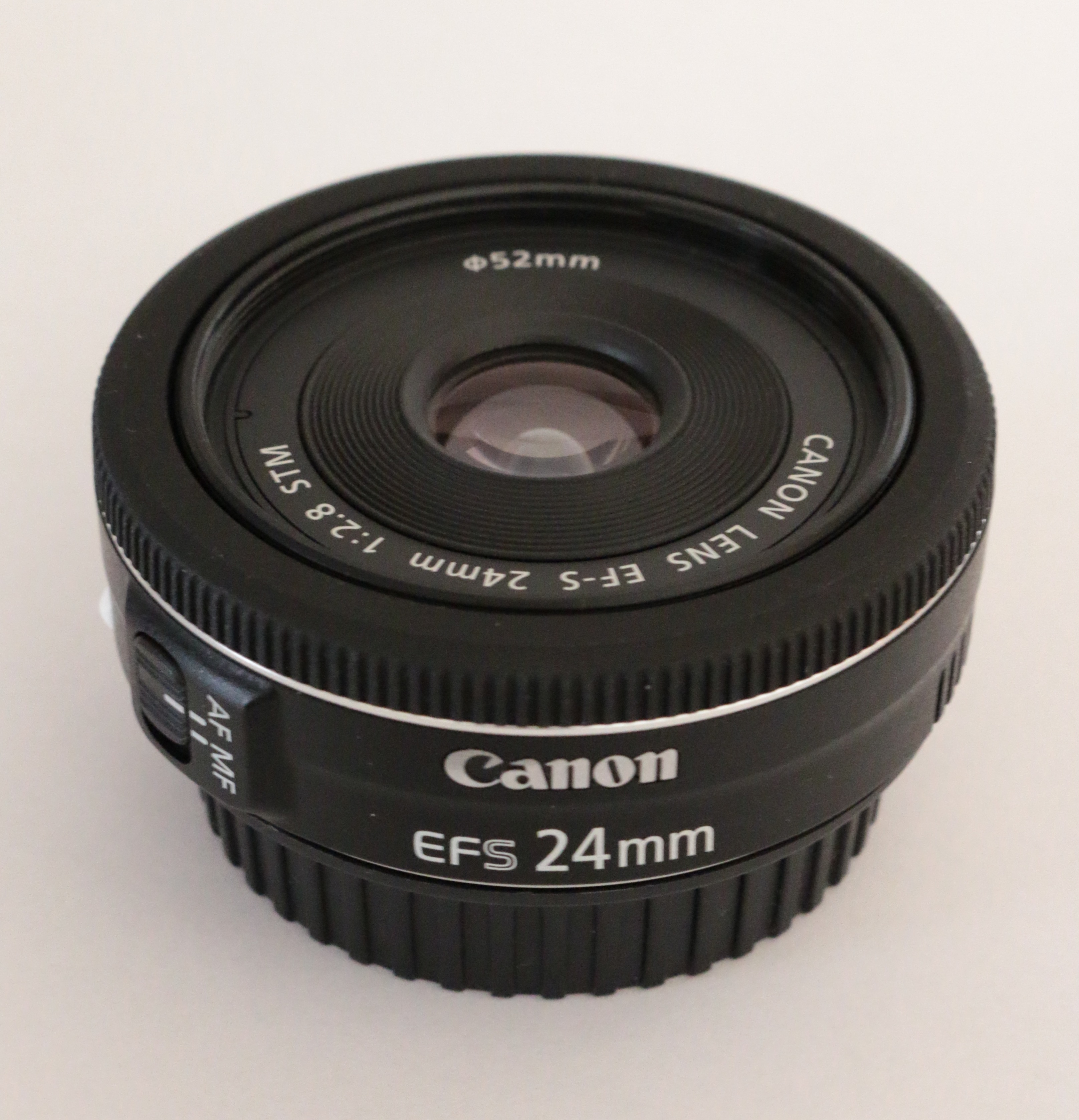
Canon EF-S 24 mm f/2,8.

| Focale          | Équivalent 24×36 | Ouverture maximale | Version      | Diamètre filtre (mm) | Masse (g) | Commercialisation [en cours] |
| --------------- | ---------------- | ------------------ | ------------ | -------------------- | --------- | ---------------------------- |
| Focale variable |                  |                    |              |                      |           |                              |
| 10–18 mm        | 16–29 mm         | f/4,5–5,6          | IS STM       | 67                   | 240       | juin 2014                    |
| 10–22 mm        | 16–35 mm         | f/3,5–4,5          | USM          | 77                   | 385       | novembre 2004                |
| 15–85 mm        | 24–136 mm        | f/3,5–5,6          | IS USM       | 72                   | 575       | octobre 2009                 |
| 17–55 mm        | 27–88 mm         | f/2,8              | IS USM       | 77                   | 645       | mai 2006                     |
| 17–85 mm        | 27–136 mm        | f/4,–5,6           | IS USM       | 67                   | 475       | septembre 2004               |
| 18–55 mm        | 29–88 mm         | f/3,5–5,6          | I            | 58                   | 190       | septembre 2003 – 2005        |
| 18–55 mm        | 29–88 mm         | f/3,5–5,6          | USM          | 58                   | 190       | septembre 2003 – 2005        |
| 18–55 mm        | 29–88 mm         | f/3,5–5,6          | II           | 58                   | 190       | mars 2005 – 2011             |
| 18–55 mm        | 29–88 mm         | f/3,5–5,6          | II USM       | 58                   | 190       | mars 2005 – 2007             |
| 18–55 mm        | 29–88 mm         | f/3,5–5,6          | IS           | 58                   | 200       | septembre 2007 – 2011        |
| 18–55 mm        | 29–88 mm         | f/3,5–5,6          | III          | 58                   | 190       | mars 2011 – 2012             |
| 18–55 mm        | 29–88 mm         | f/3,5–5,6          | IS II        | 58                   | 200       | mars 2011                    |
| 18–55 mm        | 29–88 mm         | f/3,5–5,6          | IS STM       | 58                   | 205       | avril 2013                   |
| 18–55 mm        | 29–88 mm         | f/4–5,6            | IS STM       | 58                   | 215       | avril 2017                   |
| 18–135 mm       | 29–216 mm        | f/3,5–5,6          | IS           | 67                   | 455       | octobre 2009 – 2013          |
| 18–135 mm       | 29–216 mm        | f/3,5–5,6          | IS STM       | 67                   | 480       | juin 2012                    |
| 18–135 mm       | 29–216 mm        | f/3,5–5,6          | IS USM       | 67                   | 515       | mars 2016                    |
| 18–200 mm       | 29–320 mm        | f/3,5–5,6          | IS           | 72                   | 595       | septembre 2008               |
| 55–250 mm       | 88–400 mm        | f/4–5,6            | IS           | 58                   | 390       | novembre 2007 – 2011         |
| 55–250 mm       | 88–400 mm        | f/4–5,6            | IS II        | 58                   | 390       | juillet 2011 – 2013          |
| 55–250 mm       | 88–400 mm        | f/4–5,6            | IS STM       | 58                   | 375       | août 2013                    |
| Focale fixe     |                  |                    |              |                      |           |                              |
| 24 mm           | 38 mm            | f/2,8              | STM          | 52                   | 125       | novembre 2014                |
| 35 mm           | 56 mm            | f/2,8              | Macro IS STM | 49                   | 190       | avril 2017                   |
| 60 mm           | 96 mm            | f/2,8              | Macro USM    | 52                   | 335       | mars 2005                    |

### Objectifs de constructeurs tiers
De nombreux objectifs compatibles avec la monture EF-S sont fabriqués par des constructeurs tiers tels que Sigma (une trentaine de références), Tamron (une trentaine de références), Samyang (une vingtaine de références) ou Tokina (une dizaine de références). Canon déconseille évidemment l'emploi de ces objectifs conçus par rétro-ingénierie qui peuvent poser des problèmes de compatibilité, notamment en passant d'une génération de boîtiers à une autre. Mais ils sont souvent moins chers avec une qualité optique parfois même équivalente aux objectifs Canon. Ils peuvent également correspondre à des besoins spécifiques (objectifs spéciaux, focales inhabituelles...) auxquels Canon n'a pas apporté de réponse.